# ファースト・アルバム (すいかずらのアルバム)
『ファースト・アルバム』は、フォークデュオ・すいかずらが1978年7月にトリオレコードから発表した唯一のスタジオ・アルバム（未CD化）。

## アートワーク
アルバムの帯には以下のキャッチコピーが記載されている。

## 収録曲

### Side A
1. 花火 – (3:32)
  - 作詩：三田恭三、作曲：高橋キヨシ、編曲：萩田光雄
2. 指 – (3:33)
  - 作詞・作曲：国本卓明、編曲：田中克彦
3. 極楽坂 – (3:04)
  - 作詩：夏山登、作曲：国本卓明、編曲：田中克彦
4. レイン・レイン – (3:27)
  - 作詞：夏山登、作曲：小坂務、編曲：田中克彦
5. 遮断機が下りたら – (3:35)
  - 作詩：夏山登、作曲：国本卓明、編曲：田中克彦
6. ねこやなぎ – (3:15)
  - 作詩・作曲：西岡たかし、編曲：萩田光雄

### Side B
1. 忍冬（すいかずら） – (4:03)
  - 作詩：夏山登、作曲：国本卓明、編曲：橋本允
2. 独身時代 – (3:40)
  - 作詩：夏山登、作曲：金井永哲、編曲：橋本允
3. よこはま模様 – (3:07)
  - 作詩：浜岡伸淑、作曲：高橋キヨシ、編曲：藤尾正重
4. ポエム – (2:36)
  - 作詩・作曲：西岡たかし、編曲：橋本允
5. 恋の汽車ポッポー – (3:07)
  - 作詩：夏山登、作曲：金井永哲、編曲：橋本允
6. 不忍池（しのばずいけ） – (3:15)
  - 作詩：夏山登、作曲：国本卓明、編曲：藤尾正重

## レコーディング・メンバー

### 花火
- ドラム：市原康
- ベース：高水健司
- エレキギター：芳野藤丸
- フォークギター：笛吹利明
- キーボード：羽田健太郎

### 指
- ドラム：佐藤茂夫
- ベース：雨水英司
- エレキギター：中村タカシ
- フォークギター：山崎稔
- キーボード：与那城恵、佐伯準一

### 極楽坂
- ドラム：佐藤茂夫
- ベース：雨水英司
- エレキギター：中村タカシ
- フォークギター：山崎稔
- キーボード：与那城恵、佐伯準一

### レイン・レイン
- ドラム：佐藤茂夫
- ベース：雨水英司
- エレキギター：中村タカシ
- フォークギター：山崎稔
- キーボード：与那城恵、佐伯準一

### 遮断機が下りたら
- ドラム：佐藤茂夫
- ベース：雨水英司
- エレキギター：中村タカシ
- フォークギター：山崎稔
- キーボード：与那城恵、佐伯準一

### ねこやなぎ
- ドラム：市原康
- ベース：高水健司
- エレキギター：芳野藤丸
- フォークギター：笛吹利明
- キーボード：羽田健太郎

### 忍冬（すいかずら）
- ドラム：宮川濾
- ベース：中村真理
- エレキギター：塩谷信広
- フォークギター：笛吹利明
- キーボード：橋本允

### 独身時代
- ドラム：宮川濾
- ベース：中村真理
- エレキギター：塩谷信広
- フォークギター：笛吹利明
- キーボード：橋本允

### よこはま模様
- ドラム：佐藤茂夫
- ベース：雨水英司
- エレキギター：中村タカシ
- フォークギター：山崎稔
- キーボード：与那城恵、佐伯準一

### ポエム
- ドラム：佐藤茂夫
- ベース：雨水英司
- エレキギター：中村タカシ
- フォークギター：山崎稔
- キーボード：与那城恵、佐伯準一

### 恋の汽車ポッポー
- ドラム：佐藤茂夫
- ベース：雨水英司
- エレキギター：中村タカシ
- フォークギター：山崎稔
- キーボード：与那城恵、佐伯準一

### 不忍池（しのばずいけ）
- ドラム：佐藤茂夫
- ベース：雨水英司
- エレキギター：中村タカシ
- フォークギター：山崎稔
- キーボード：与那城恵、佐伯準一

### スタッフ
- ミキサー：加門講邦、山下有次（A-1,6のみ）
- 担当：鈴本代司夫（トリオレコード）
- 制作：関西の大衆音楽振興会
- プロデューサー&ディレクター：森川益雄、小坂、秦政明
- デザイン：Jr.ワタナベ
- イラスト：内藤貞夫